# Mononucleoză infecțioasă
Mononucleoza infecțioasă sau "boala sărutului" este o boală acută, infecțioasă, transmisibilă, produsă de virusul Epstein-Barr (un herpes virus ADN). În țările tropicale acest virus produce limfomul Burkit și carcinom nazofaringian, iar în țările temperate produce mononucleoza infecțioasă.
Evoluția bolii este benignă, manifestările fiind: febră, angină, adenopatii care se pot asocia hepatosplenomegalie,icter,exantem maculo-papulos.
Rezervorul de infecție este uman iar purtătorii pot sau nu să dezvolte boala.Contagiozitatea este din primele zile de incubație, până la 21 de zile. Receptivitatea este generală și necesită contact foarte apropiat – sărut.
Virusul se multiplică la nivelul mucoasei nazofaringiene, producând viremie (virusul invadează organismul) care determină o reacție de tip leucumoid (adenopatie, hepatosplenomegalie, respectiv modificări hiperplazice și morfologice la nivelul limfocitelor B și T).

## Tabloul clinic
Incubația este de 3 – 7, până la 30 de zile, iar debutul este insidios cu angină, stare generală influențată, febră înaltă, cefalee, mialgii, inapetență, treptat apar adenopatii laterocervicale nedureroase la palpare, formând blocuri ganglionare. La nivelul cavității bucale avem limba cu aspect sabural, enantem ce capitonează amigdalele hiperemice, picheteu hemoragic la nivelul palatului, respirație orală. Apar dureri la nivelul faringelui, inapetență, grețuri, vărsături.Trecător pot să apară edeme palpebrale. 

## Evoluția bolii
După 10-14 zile febra scade și celelalte semne se atenuează. Diagnosticul se face clinic, epidemiologic și anamnestic. Tabloul sanguin este tipic: leucocitoză și deviere la dreapta în formula leucocitară. Reacția Paul Bunell - apar anticorpi eterofili în ser, față de hematiile unor animale. Pentru diagnostic se poate practica latexaglutinare și reacția ELISA.

## Tratament
Nu există tratament etiologic. Se administrează simptomatice, antipiretice, hidratarea corespunzătoare a pacientului. In suprainfecții bacteriene se face terapie antistreptococică. Nu există profilaxie specifică.Cazurile se izolează în spital.